# Tegastes georgei
Tegastes georgei är en kräftdjursart som beskrevs av Ernst Marcus och Masry 1970. Tegastes georgei ingår i släktet Tegastes och familjen Tegastidae. Inga underarter finns listade i Catalogue of Life.